# Generalstaatsanwaltschaft

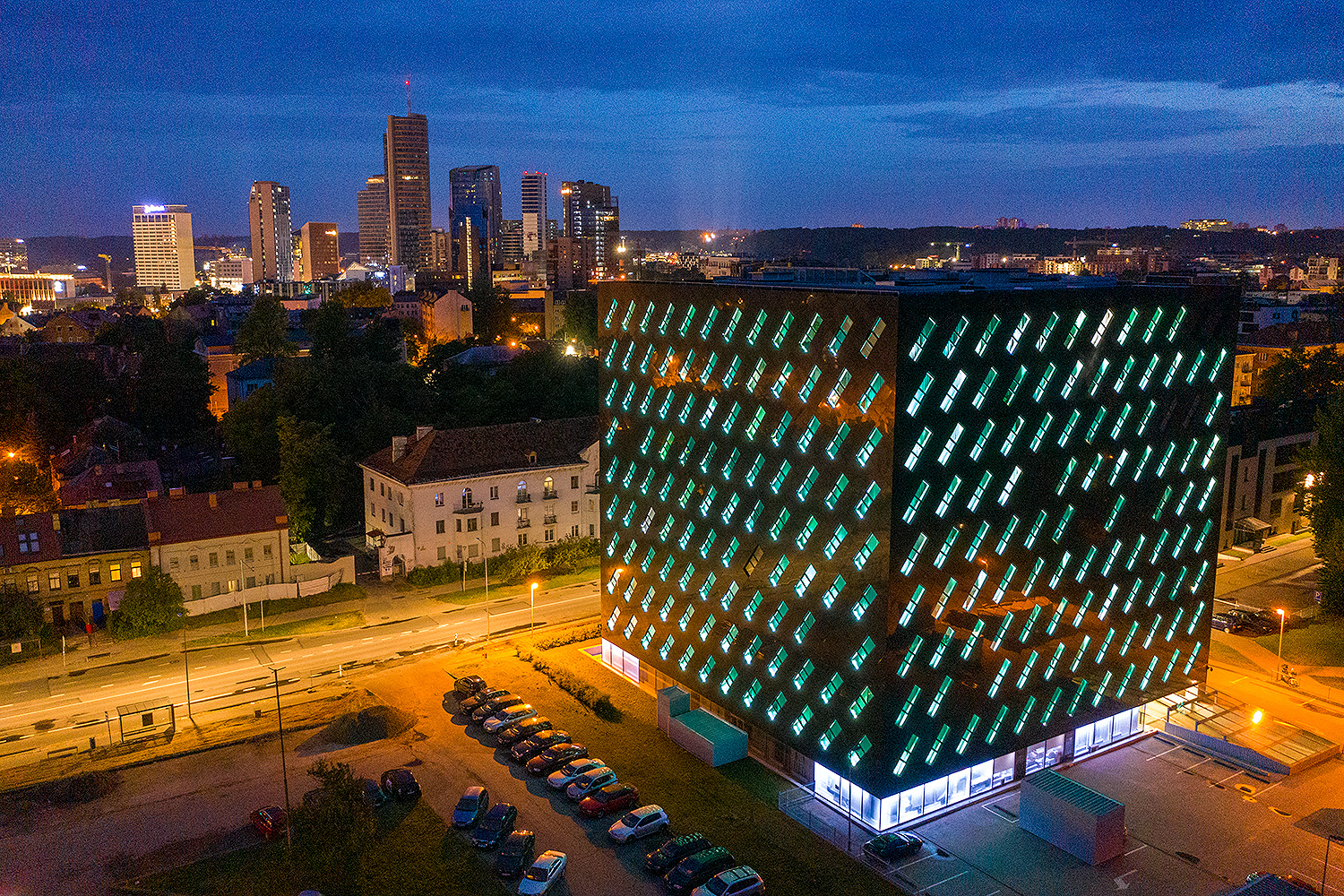
Litauische Generalstaatsanwaltschaft

Die Generalstaatsanwaltschaft ist in Deutschland und einigen anderen Ländern die vorgesetzte Behörde der Staatsanwaltschaft.

## Deutschland
Die Generalstaatsanwaltschaft (abgekürzt: GStA, GenStA) ist in Deutschland die bei einem Oberlandesgericht gebildete Staatsanwaltschaft; sie ist eine Behörde des jeweiligen Bundeslandes. Sie ist nicht zu verwechseln mit dem Generalbundesanwalt beim Bundesgerichtshof.
Behördenleiter ist der Generalstaatsanwalt, der gemäß § 147 Nr. 3 i. V. m. § 146 GVG die Fach- und Dienstaufsicht über die Staatsanwaltschaften seines Bezirks ausübt und seinerseits an Weisungen des zuständigen Landesjustizministeriums gebunden ist. Gemäß § 152 Abs. 1 GVG ist er in Strafsachen gegenüber allen Polizeikräften im Ermittlungsdienst weisungsbefugt.
Die Zuständigkeit der Generalstaatsanwaltschaft erstreckt sich auf:
- Entscheidung durch Bescheid über Beschwerden gegen Verfügungen, insbesondere Einstellungsentscheidungen, der Staatsanwaltschaft
- Stellungnahmen zu Rechtsmitteln (Revisionen gegen Strafurteile der Amts- und Landgerichte, Rechtsbeschwerden gegen Bußgeldentscheidungen der Amtsgerichte und Anträge auf Zulassung der Rechtsbeschwerde), über die das Oberlandesgericht oder der Bundesgerichtshof Entscheidung zu treffen haben
- Stellungnahmen zu Beschwerden in Strafvollstreckungssachen nach §§ 453 Abs. 2, 453c, 454 Abs. 3, 463 StPO
- Stellungnahmen zu sonstigen Beschwerden, über die das Oberlandesgericht zu entscheiden hat
- Berufsgerichtliche Verfahren gegen Rechtsanwälte und Steuerberater
- Auslieferungssachen
- Haftprüfungsverfahren und Stellungnahmen zu Haftbeschwerden
- Stellungnahmen zu Anträgen auf gerichtliche Entscheidung nach § 172 Abs. 2 StPO (Klageerzwingungsverfahren)
- Ermittlungsverfahren in Staatsschutzdelikte nach §§ 142a Abs. 2, 120 Abs. 1 GVG, beispielsweise Hoch-, Friedens- und Landesverrat sowie Straftaten gegen die äußere Sicherheit.

## Andere deutschsprachige Länder
In der Schweiz liegt die Organisation der Staatsanwaltschaft in der Kompetenz der Kantone. Einen Generalstaatsanwalt gibt es z. B. im Kanton Genf. Die Aufgaben der Generalstaatsanwaltschaft im Bereich Staatsschutz übernimmt in der Schweiz die Bundesanwaltschaft.
In Österreich ist an jedem der vier Oberlandesgerichte eine Oberstaatsanwaltschaft eingerichtet. Die österreichische Generalprokuratur vertritt dagegen die Interessen des Staates in der Rechtspflege insbesondere am Obersten Gerichtshof.